# IROZHLAS
iRozhlas (stylizováno iROZHLAS) je internetový zpravodajský server Českého rozhlasu. Jeho obsah tvoří odvysílané zprávy i vlastní agenda redaktorů webu. Spuštěn byl 18. dubna 2017. Jeho prvním šéfredaktorem byl Radek Kedroň. Po odchodu Kedroně do redakce serveru Seznam Zprávy se stal šéfredaktorem dosavadní vedoucí domácího zpravodajství Martin Samek.
V březnu 2020, v souvislosti s pandemií covidu-19, zaznamenal server svojí dosavadní nejvyšší měsíční návštěvnost, když jej navštívilo 3,16 miliónů reálných uživatelů. Podle výzkumu návštěvnosti českého internetu NetMonitor se v tomto měsíci zařadil na osmé místo mezi zpravodajskými servery podle návštěvnosti. V roce 2020 publikoval přes 18 900 zpráv (asi 52 denně).